# Östra Göransåsen
Östra Göransåsen är ett naturreservat om 66 hektar som bildades 2008. Reservatet, som ligger i Ånge kommun, består av naturskog med såväl barrträd som lövträd. I södra delen av reservatet ligger myren Stormyran. I likhet med det närbelägna reservatet Västra Göransåsen har området fått sitt namn från den fäbod som under 1700-talet beboddes av Göran Hindriksson-Sjöberg med familj.